# Deione
Deione es un género de arañas araneomorfas de la familia Araneidae. Se encuentra en Asia.

## Lista de especies
Según The World Spider Catalog 12.0:
- Deione lingulata Han, Zhu & Levi, 2009
- Deione ovata Mi, Peng & Yin, 2010
- Deione renaria Mi, Peng & Yin, 2010
- Deione thoracica Thorell, 1898